# Sandeken
Sandeken (norwegisch für Sand) ist ein Gletscher in der Orvinfjella des ostantarktischen Königin-Maud-Lands. Er liegt zwischen dem Gagarin- und dem Conradgebirge.
Wissenschaftler des Norwegischen Polarinstituts benannten ihn 1964.